# Oliva di Palermo
Sant'Oliva (Palermo, 448 – Tunisi, 10 giugno 463) è stata una martire cristiana, venerata come santa della Chiesa cattolica, che la festeggia il 10 giugno, e patrona di Palermo nel Medioevo.

## Biografia
Le fonti più antiche sulla sua vita ci sono tramandate da un testo in volgare siciliano del XIV secolo trovato a Termini Imerese e da una Vita contenuta in un lezionario del XV secolo; ma si rinvengono notizie relative a una chiesa a lei dedicata fin dal 1310, mentre una vetusta immagine di Oliva si trova nel dipinto detto della "Martorana" (conservato in passato nell'antico Spedale Civico, ma attualmente al Museo Diocesano di Palermo), forse del XII secolo, in cui sono raffigurate sant'Oliva, sant'Elia, santa Rosalia e santa Venera: il segno certo per riconoscerla era il ramo d'olivo che teneva in mano, emblema del suo nome.
Numerose sono, comunque, le Vite della santa edite in terra siciliana, sia in prosa che in versi e anche sotto forma di rappresentazione sacra fino a tutto il Settecento, a testimonianza di una discreta vitalità del culto: possiamo qui semplicemente ricordare il poemetto (114 ottave) di Pietro Fullone, uno dei poeti più illustri della storia letteraria siciliana; e un'opera drammatica di Gioacchino Bona Fardella, tragedia in tre atti, ai suoi tempi famosissima, ma vero guazzabuglio di sacro e profano, di tragico e di comico, di elementi classici e romanzeschi.
La leggenda agiografica narra che Oliva nacque a Palermo nel 448 da nobilissimi genitori cristiani; era una giovinetta bellissima. Fin dai primi anni si consacrò al Signore e mostrava gran disprezzo degli onori e delle ricchezze e amava fare la carità ai poveri. Nell'anno 454 Genserico, re dei Vandali, conquistava la Sicilia e occupava Palermo, portando il martirio per i cristiani. Oliva, tredicenne, prese a portare conforto ai carcerati e cercava di esortare i cristiani alla saldezza nella fede. I Vandali, stupiti da tale forza d'animo, vedendo che nulla potevano contro la sua fede, non volendo martirizzarla per riguardo alla sua nobile casa, la inviarono a Tunisi, dove il governatore Amira avrebbe tentato di vincere la sua costanza. A Tunisi operò miracoli, iniziando a convertire i pagani, tanto che Amira ordinò che venisse relegata in un luogo deserto ma pieno di leoni, serpenti e dragoni, sperando che le belve potessero divorarla, o che morisse di fame. Là, invece, le fiere si prostravano a lei e visse tranquillamente per due anni. Un giorno, alcuni signori di Tunisi che andavano a caccia la trovarono e vista la sua gran bellezza volevano usarle violenza. Ma Oliva, con la parola del Signore, riuscì a convertire anche loro. Amira, saputo che pure nel deserto compiva ancora conversioni, la fece arrestare e riportare in città e per farla apostatare la rinchiuse in carcere, la fece flagellare, scarnificare sull'aculeo, immergere in una caldaia di olio bollente e bruciacchiare, senza però né recarle alcun male, né farla recedere. Infine fu decapitata il 10 giugno 463. Aveva quindici anni.

## Culto

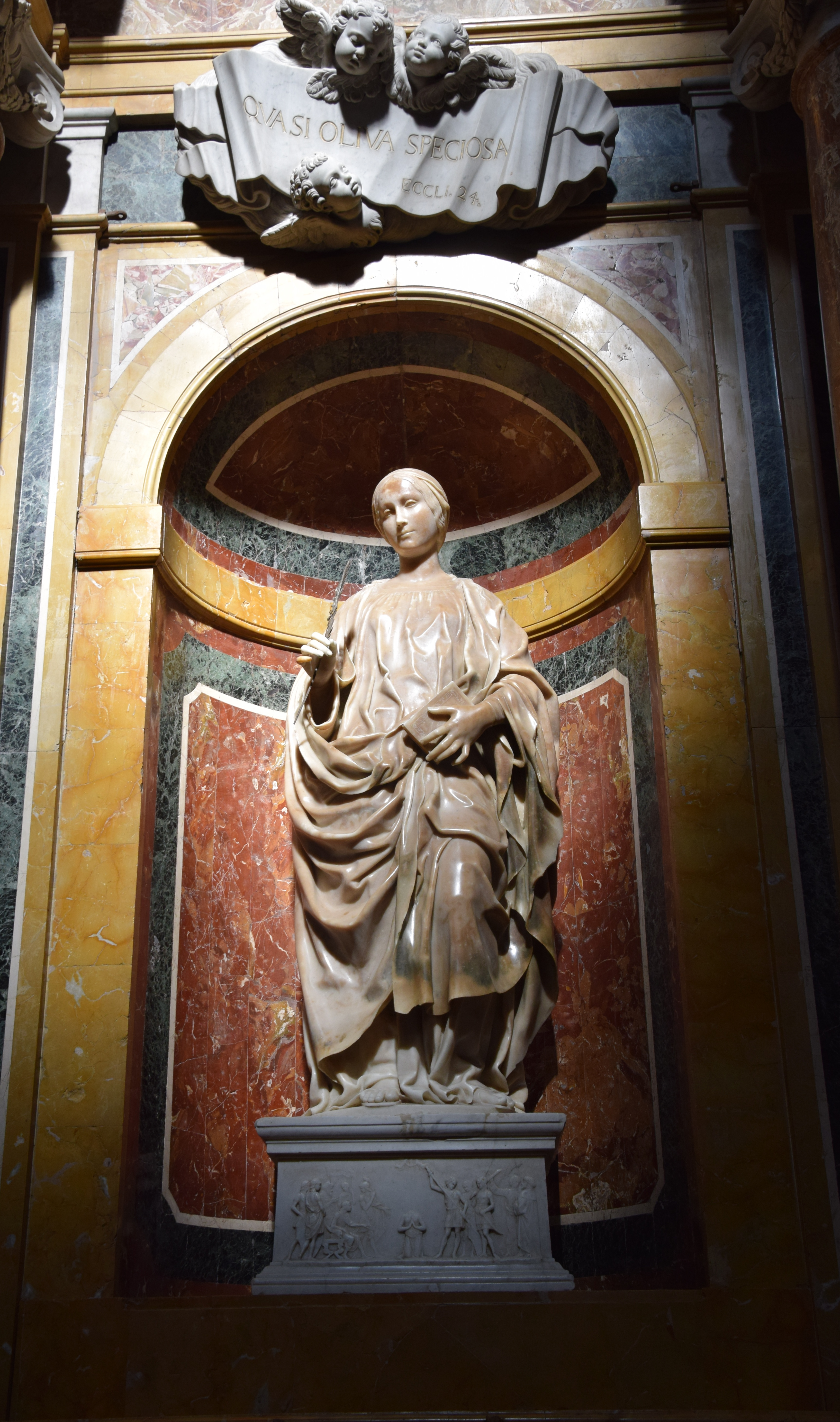
Statua di sant'Oliva, opera di Antonello Gagini, Chiesa di Sant'Oliva (Alcamo).

Il suo corpo fu portato via da alcuni cristiani a Palermo per essere seppellito. A Tunisi esiste una moschea che porta il nome di “Jāmiʿ al-zaytūna”, ovvero “Moschea dell'oliva”, dedicata alla santa: questo perché in quel luogo era stata eretta una chiesa, che poi gli arabi convertirono in moschea, lasciandone però il nome, tradotto in arabo. La santa è particolarmente venerata (superstiziosamente) a Tunisi perché si ritiene che bestemmiandola si incorra in gravi sventure; e inoltre si crede che quando verrà rinvenuto il suo corpo l'Islam avrà fine. Questa leggenda “accessoria” su sant'Oliva, relativa al rinvenimento del suo corpo, è molto diffusa in Sicilia ed è comunque propria anche di altri santi.
Nella leggenda di sant'Oliva il motivo fiabesco della “fanciulla perseguitata” che, sospinta al di là del mare e relegata in una selva (o in un deserto), affronta mille avventure, tra cui la principale (perché darà l'avvio alla risoluzione tragica della storia) è quella della proposta amorosa da parte di cavalieri, in un incontro provocato da motivi di caccia, è riscontrabile in un gran numero di leggende religiose e profane, mentre l'elemento chiesastico costituisce uno dei più abusati luoghi comuni del leggendario cristiano: infatti, non è in nulla diverso dal motivo dell'eroina cristiana che va alla morte in sostegno della fede: quella del suo martirio è storia che potrebbe adattarsi alla perfezione a qualsiasi eroe cristiano. Anche la nobiltà dei natali di Oliva è sì una caratteristica propria degli eroi cristiani, ma si ritrova in misura persino maggiore nelle fiabe, nelle leggende e nella mitologia in genere. In conclusione: gli elementi costitutivi della leggenda non presentano un carattere personale, ma derivano tutti con lievi modifiche da sorgenti religiose o si riallacciano a vecchi motivi cari alla fantasia medievale. Detto tutto ciò, comunque, Giuseppe Agnello, molto impegnato a sceverare la tradizione agiografica da quella letteraria, non riscontra nulla di più che una casuale omonimia tra la santa di Palermo e l'eroina della sacra rappresentazione a lei dedicata, ampiamente studiata da Alessandro D'Ancona e Veselovskij, segnalando a riprova quanto riportato da quest'ultimo (che a sua volta cita Ferdinand Wolf) circa una tradizione popolare olandese, dove esiste lo stesso motivo novellistico della “fanciulla perseguitata” e la protagonista si chiama Oliva. Un altro aspetto che emana dalla leggenda, ma su cui Agnello, pur con tutta la mole di studi ed esami che ha condotto sul tema, ha sempre glissato, è il perché una ragazza, nata in Sicilia da genitori ricchi e nobilissimi, venga mandata in esilio a Tunisi all'età di tredici anni (età questa che ritroviamo spesso anche nella fiabistica, poiché in effetti rappresenta l'età migliore per le donne per contrarre matrimonio in epoca medievale), senza che nessuno interceda per lei, senza che nessuno della sua potente famiglia cerchi di opporsi al decreto. L'unico a quanto pare che si pone il medesimo problema è il bibliotecario e paleografo della Biblioteca Comunale di Palermo, Luigi Boglino, che così si esprime nella prefazione alla versione della vita della santa del leggendario palermitano: “Se Oliva nulla fece nei tredici anni, qual ragione fortissima potea indurre il governatore, sì pieno di rispetto pei genitori di Lei, ad agire contro questa fanciulla e costringerlo a mandarla in esilio?”.

### Patronati

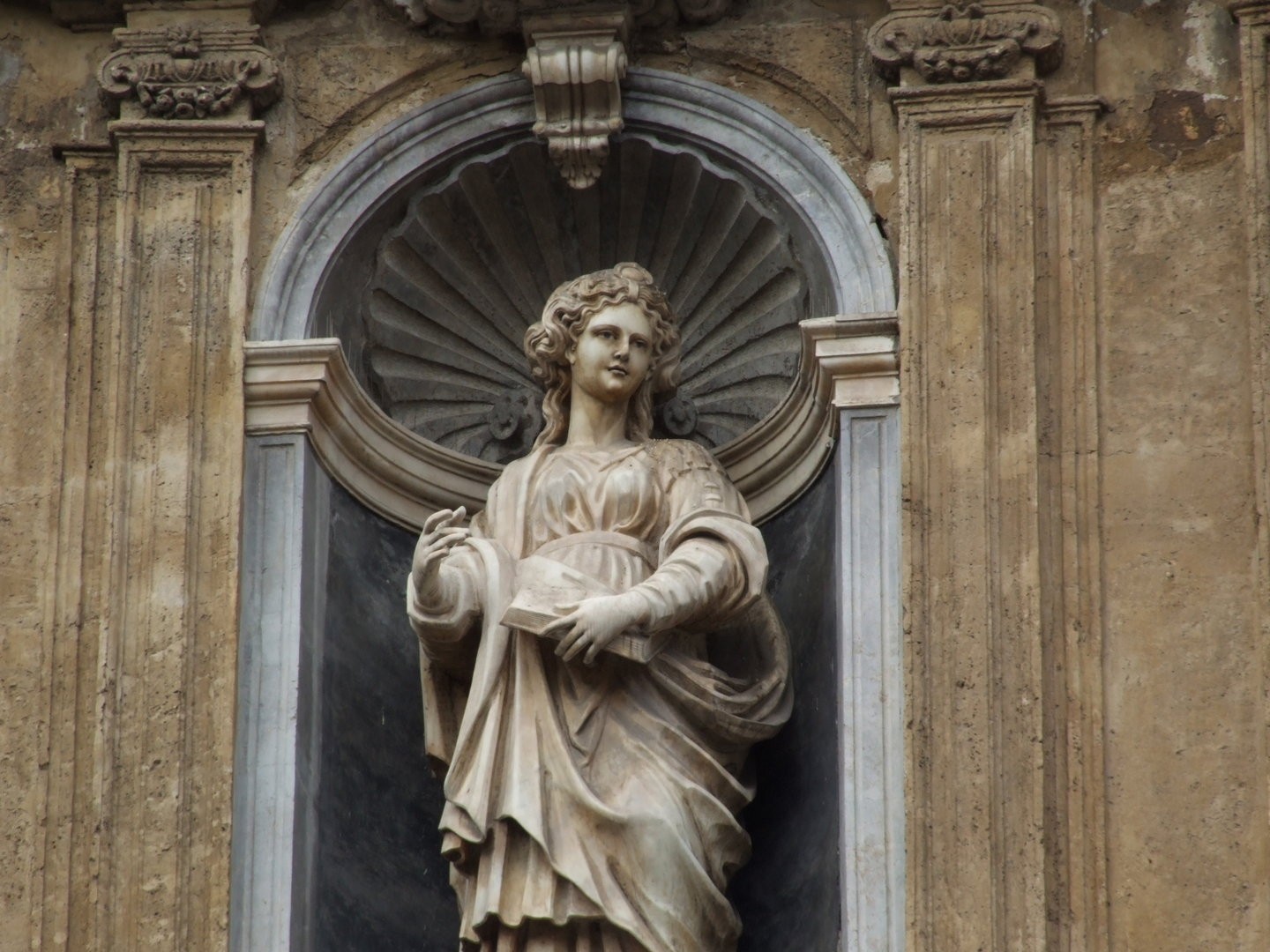
Statua di sant'Oliva ai Quattro Canti, Palermo.

Oliva è compatrona di Palermo: nel secolo XVIII, la città contava quindici santi principali e venti santi ordinari: le quattro sante patrone (santa Ninfa, sant'Oliva, sant'Agata e santa Cristina) non vennero più riconosciute dalla popolazione come principali relegandole a "compatrone", dopo che il loro culto era andato scemando in séguito alla scoperta delle ossa di santa Rosalia, che avevano consentito il salvamento della città dalla peste nel 1624: la cittadinanza, in conseguenza di ciò, prese a venerare come patrona principale, su tutti, quest'ultima.